# Ekspedycja 59
Ekspedycja 59 była 59. wyprawą na Międzynarodową Stację Kosmiczną. Misja rozpoczęła się od przybycia statku kosmicznego Sojuz MS-12 z Aleksiejem Owczininem, Nickiem Hague i Christiną Koch do MSK. Dołączyli oni do Olega Kononienki, Davida Saint-Jacques’a i Anne McClain, którzy przenieśli się z Ekspedycji 58.
Formalnie misja rozpoczęła się 15 marca 2019 r. (14 marca w obu Amerykach). Owczinin i Hague pierwotnie mieli lecieć do MSK na pokładzie Sojuz MS-10, ale ich lot z powodu awarii został przerwany w zaledwie kilka minut po starcie i zmuszeni byli powrócić na Ziemię. Wyprawa formalnie zakończyła się w dniu 24 czerwca 2019 r. wraz z oddokowaniem statku kosmicznego Sojuz MS-11 z Kononienką, Saint-Jacques’iem i McClain na pokładzie. Owczinin, Hague i Koch przeniesieni do Ekspedycji 60.

## Załoga
| Pozycja         | Członek załogi                                              |                                                             |
| --------------- | ----------------------------------------------------------- | ----------------------------------------------------------- |
| Dowódca         | Oleg Kononienko, RSA Czwarty lot kosmiczny                  | Oleg Kononienko, RSA Czwarty lot kosmiczny                  |
| Inżynier lotu 1 | David Saint-Jacques, CSA Pierwszy lot kosmiczny             | David Saint-Jacques, CSA Pierwszy lot kosmiczny             |
| Inżynier Lotu 2 | Anne McClain, NASA Pierwszy lot kosmiczny                   | Anne McClain, NASA Pierwszy lot kosmiczny                   |
| Inżynier Lotu 3 | Aleksiej Owczinin, RSA Trzeci lot kosmiczny [niższa alfa 1] | Aleksiej Owczinin, RSA Trzeci lot kosmiczny [niższa alfa 1] |
| Inżynier Lotu 4 | Nick Hague, NASA Drugi lot kosmiczny                        | Nick Hague, NASA Drugi lot kosmiczny                        |
| Inżynier Lotu 5 | Christina Koch, NASA Pierwszy lot kosmiczny                 | Christina Koch, NASA Pierwszy lot kosmiczny                 |

## Spacery kosmiczne
| EVA #               | Spacerowicze | Start (UTC)              | Koniec (UTC)             | Trwanie           |  |
|                     | |                          |                          |                   |  |
| Ekspedycja 59 EVA 1 | Anne McClain Nick Hague | 22 marca 2019 r. 12:01   | 22 marca 2019 r. 6:40    | 6 godzin 39 minut |  |
| Ekspedycja 59 EVA 1 | McClain i Hague zainstalowali płyty adaptera, podczas gdy Dextre zamienia baterie między falami kosmicznymi. Zdobądź przewagę, usuwając resztki z modułu Unity w ramach przygotowań do nadejścia kwietnia Cygnus NG-11, układając narzędzia do naprawy złącza obrotowego elastycznego węża oraz zabezpieczając sprzężenie z kasetami na panele słoneczne. Spacer kosmiczny miał być początkowo przeprowadzony przez europejskiego astronautę Aleksandra Gersta i Hagę w ramach Ekspedycji 57, choć został opóźniony z powodu przerwania startu Sojuz MS-10. |                          |                          |                   |  |
| Ekspedycja 59 EVA 2 | Nick Hague Christina Hammock-Koch | 29 marca 2019 r. 11:42   | 29 marca 2019 r. 18:27   | 6 godzin 45 minut |  |
| Ekspedycja 59 EVA 2 | Hague i Koch ukończyli pracę nad pierwszym spacerem i zainstalowali ostatnie trzy płyty adaptera po drugiej stronie kratownicy P4. Załoga przekazała również niektóre narzędzia i zainstalowała chwytak na złączu obrotowym węża elastycznego. Pomiędzy spacerami kosmicznymi Dextre zmieni baterie, a odsłoniętą paletę załaduje się na HTV-8, aby wyrzucić ją w przestrzeń, w której spłonie. Jedna z baterii uległa awarii i zostanie usunięta przez Dextre i odrzucona. Dextre zastąpi również Jednostkę Rozładowywania Baterii i przyniesie uszkodzoną jednostkę, która została uszkodzona przez zwarcie wewnątrz, gdzie zostanie zwrócona na ziemię w SpaceX CRS-17. Do czasu naprawy P4 użyje starych baterii pozostawionych na stacji jako części zamiennych. W ramach przygotowań do ich wymiany przez członków załogi Ekspedycji 62 tego lata, należy zainstalować klucze do szczelin i przełamać moment obrotowy w akumulatorach P6. Hague sprawdził również gniazda na P6, aby można było przymocować ograniczniki stóp. Spacer kosmiczny miał być zrobiony przez Anne McClain i Christinę Koch jako pierwszy spacer kosmiczny zespołu złożonego tylko z kobiet. Jednak z powodu problemów z kombinezonem Christiny i zapasowym skafandrem niegotowym lub odpowiednio dobranym, Anne McClain musiała zostać na stacji a Christina Koch odbyła to wyjście (EVA) z Davidem Stain-Jacques’em. Był to jej pierwszy spacer kosmiczny przez który została 14 kobietą, która odbyła spacer w kosmosie. |                          |                          |                   |  |
| Ekspedycja 59 EVA 3 | Anne McClain David Saint-Jacques | 8 kwietnia 2019 r. 11:31 | 8 kwietnia 2019 r. 18:00 | 6 godzin 30 minut |  |
| Ekspedycja 59 EVA 3 | Kable McClain i Saint Jacques zostały wykorzystane jako rezerwowe źródło zasilania Canadarm2. Załoga zainstalowała kołki w module Columbus w ramach przygotowań do instalacji odsłoniętego obiektu. Usunięto także płytkę adaptera i ponownie zainstalowano stary zestaw akumulatorów jako części zamienne, aby wymienić uszkodzony akumulator, który źle działał na ostatnim spacerze kosmicznym. Saint Jacques został pierwszym kanadyjskim członkiem załogi, który odbył spacer kosmiczny, a czwartym Kanadyjczykiem, który poszedł na spacer kosmiczny od czasów Chrisa Hadfielda. |                          |                          |                   |  |
| Ekspedycja 59 EVA 4 | Oleg Kononienko Aleksey Owczinin | 29 maja 2019 r. 15:42    | 29 maja 2019 r. 21:43    | 6 godzin 1 minuta |  |
| Ekspedycja 59 EVA 4 | Kononienko i Owczinin usunęli eksperymenty z przedziału dokującego Pirs i wyczyścili okna. Zainstalowali również poręcz, aby podłączyć Zarię do Poiska i ponownie ustawili jednostkę pomiaru smugi. Załoga następnie przeniosła się do modułu serwisowego Zwiezda, usunęła i wyrzuciła jednostki monitorowania plazmy. Zanim zamknęli właz, wysłali sobie wideo i zaśpiewali po rosyjsku wszystkiego najlepszego Aleksiejem Leonowowi, który jest pierwszym człowiekiem, który odbył spacer kosmiczny i obchodził tego dnia swoje 85. urodziny. |                          |                          |                   |  |

## Bezzałogowe loty kosmiczne do MSK podczas Ekspedycji 59
Misje zaopatrzenia, które odwiedziły Międzynarodową Stację Kosmiczną podczas Ekspedycji 59:
| Statek kosmiczny - numer lotu ISS | Kraj  | Misja     | Pojazd kosmiczny, port dokujący | Start (UTC)                | Zadokowany / zacumowany (UTC) | Oddokowany / Odblokowany (UTC) | Czas trwania (zadokowany) | Deorbit               |
| --------------------------------- | ----- | --------- | ------------------------------- | -------------------------- | ----------------------------- | ------------------------------ | ------------------------- | --------------------- |
| Progress MS-11 – ISS 72P          | Rosja | Logistyka | Sojuz-2.1a                      | 4 kwietnia 2019, 11:01:35  | 4 kwietnia 2019, 14:22        | 29 lipca 2019, 10:44           | 115d 20h 22m              | 29 lipca 2019, 13:50  |
| Cygnus NG-11 – CRS NG-11          | USA   | Logistyka | Antares 230                     | 17 kwietnia 2019, 20:46:07 | 19 kwietnia 2019, 09:28       | 6 sierpnia 2019, 16:15         | 109d 6h 47m               | 6 grudnia 2019, 15:28 |
| SpaceX CRS-17 – SpX-17            | USA   | Logistyka | Falcon 9                        | 4 maja 2019, 06:48         | 6 maja 2019, 13:33            | 3 czerwca 2019, 16:01          | 28d 2h 28m                | 3 czerwca 2019, 20:56 |

## Podsumowanie misji
Naukowcy z Ekspedycji 59 przeprowadzili eksperymenty na chipach tkanek, gdyż środowisko mikrograwitacji może odtworzyć skutki starzenia się i chorób. Ekspedycja przeprowadziła również eksperymenty na symulantach regolitu, obiegu węgla w atmosferze Ziemi oraz robotach Astrobee zaprojektowanych do wykonywania rutynowych obowiązków na pokładzie MSK.